# Valence-sur-Baïse
Valence-sur-Baïse (en occitano: Valença de Baïsa) es una población y comuna francesa, ubicada en la región de Mediodía-Pirineos, departamento de Gers, en el distrito de Condom. Es el chef-lieu del cantón de Valence-sur-Baïse.

## Demografía
| 1176 | 1229 | 1256 | 1216 | 1157 | 1151 |
| Para los censos de 1962 a 1999 la población legal corresponde a la población sin duplicidades (Fuente: INSEE [Consultar]) |      |      |      |      |      |